# Viviparus diluvianus
Viviparus diluvianus is een uitgestorven kieuwslak.

## Beschrijving

### Schelpkenmerken
Een plompe kegelvormige schelp met ongeveer 5½ matig bolle windingen gescheiden door een ondiepe sutuur, een rond peervormige mondopening en een vrij scherp gepunte top. De mondrand is niet verdikt en niet continu. De schelp is dikwandig. Het schelpoppervlak is glad en matglanzend en vertoont onregelmatige groeilijnen. Onder vergroting (meer dan ongeveer 15x) zijn fijne doorlopende spiraallijnen waarneembaar. Er is een nauwe spleetvormige navel die ook bedekt kan zijn. Het kleurpatroon is onbekend.

### Afmetingen van de schelp
- hoogte: tot ongeveer 22 millimeter
- breedte tot ongeveer 17 millimeter

### Dier
Over het dier is niets bekend.

### Voortplanting
Hoewel alle Viviparidae ovovivipaar zijn, is over de voortplanting van deze soort niets bekend.

### Habitat en levenswijze
Uit de begeleidende niet uitgestorven fauna en de sedimentaire facies waarin schelpen zijn aangetroffen, kan afgeleid worden dat Viviparus diluvianus geleefd heeft in rustige delen van rivieren.

### Areaal
Viviparus diluvianus is in Nederland bekend uit het Tiglien van een boring bij Rosmalen, de kleigroeves bij Tegelen en Maalbeek bij Belfeld (beide eveneens Tiglien), boringen bij Noordbergum (Noordbergum Interglaciaal) en voormalige kleigroeves bij Neede, Enter en de Herikerberg (Holsteinien). Buiten Nederland is deze soort vooral aanwezig in Midden Pleistocene rivierafzettingen in de Noord europese Laagvlakte. Vermeld uit Polen, Duitsland, Engeland. Overigens is het de vraag of het steeds om dezelfde soort gaat.

### Fossiel voorkomen
In Nederland bekend uit interglaciale rivierafzettingen uit het Tiglien tot en met het Holsteinien.

### Gidsfossiel
Viviparus diluvianus wordt in Europa ten onrechte als kenmerkend voor het Holsteinien beschouwd. Men kan wel zeggen dat het laatste optreden in dit interglaciaal aanwezig is: de soort sterft na dit interglaciaal uit.

### Opmerkingen
Rechtsboven is een exemplaar afgebeeld dat afkomstig is uit de 'Paludinenbank' in de boring 'Löwebrauerei' in Berlijn. Dit is de typelocaliteit van deze soort.
Over de status van deze soort bestaat veel verwarring en onenigheid in de literatuur. In feite is er nog steeds geen duidelijkheid.

### Andere afbeeldingen

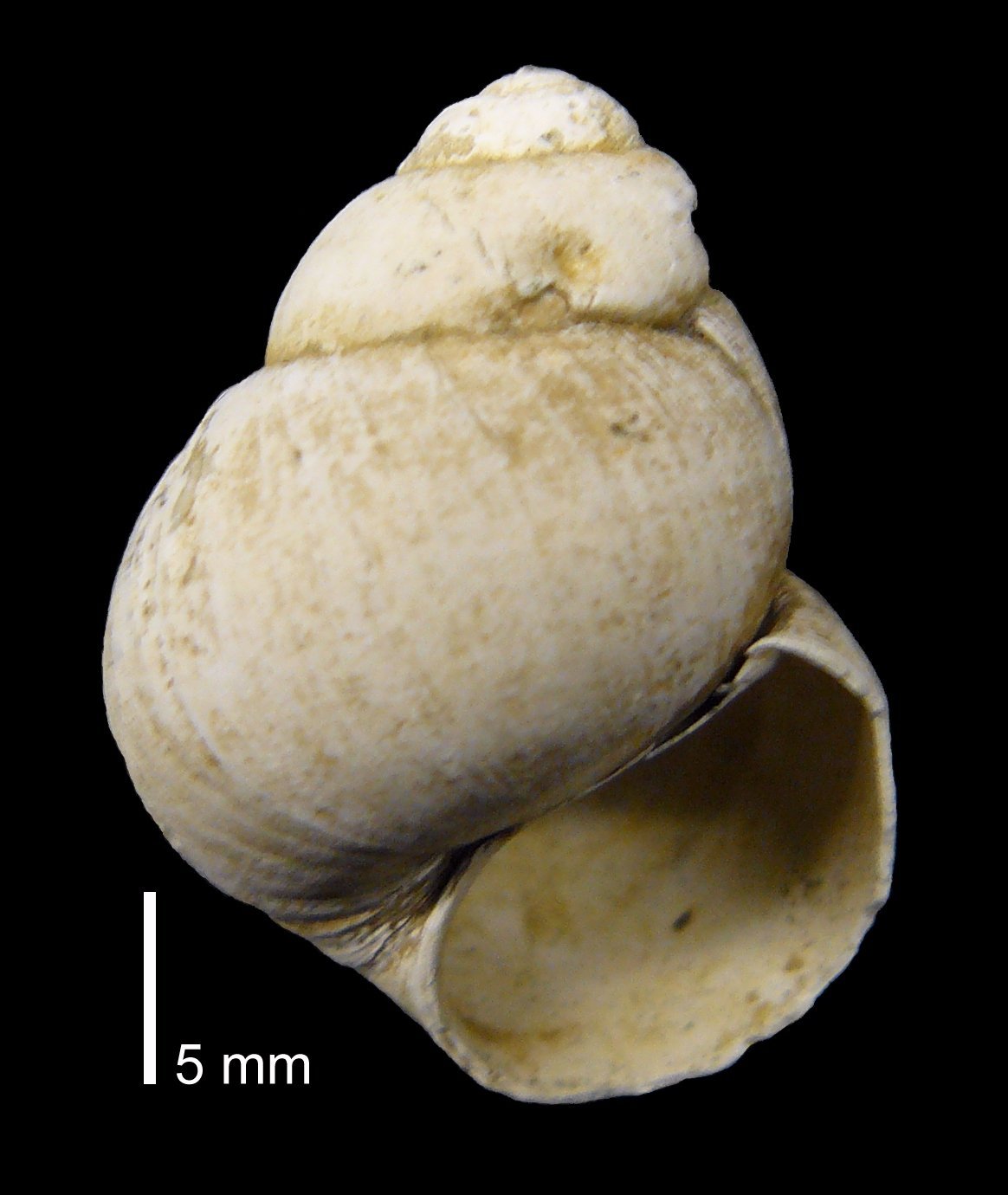
Viviparus diluvianus Groeve Maalbeek bij Belfeld (Limburg); Ouderdom: Tiglien